# شركة سنتيوم للاستثمار
شركة سنتيوم للإستثمار ، المعروفة باسم سنتيوم هي شركة استثمار عامة في شرق إفريقيا. وهي تعمل كشركة تابعة لمؤسسة التنمية الصناعية والتجارية المملوكة للحكومة الكينية (ICDC).